# 379. Infanterie-Division (Wehrmacht)
Die 379. Infanterie-Division war eine deutsche Infanteriedivision im Zweiten Weltkrieg.

## Divisionsgeschichte
Die Division wurde am 15. März 1940 im Rahmen der 9. Aufstellungswelle als Landesschützen-Division in Lublin aus älteren Reservistenjahrgängen aufgestellt. Hierfür wurde der Stab der Division z. b. V. 424 herangezogen. Friedensstandort war Frankfurt am Main im Wehrkreis IX. Bis Juni 1940 blieb die Division bei Oberost und kam dann ab Juli 1940, nach dem französischen Waffenstillstand Ende Juni 1940, an war die Division dem Befehlshaber der Ersatztruppen im Wehrkreis IX (bei der 18. Armee) zur Auflösung unterstellt und wurde hierzu ein Großteil der Soldaten nach Hessen transportiert. Vor dem Abtransport aus Polen am 10. Juli 1940 stellte die Division aus den drei Regimenter noch drei Wach-Bataillone 653, 654 und 655 auf, wobei der Stab in Lublin verblieb und dort am 22. Juli 1940 die Oberfeldkommandantur 379 bildete. Am 15. August 1940 wurde die restlichen Divisionseinheiten im Raum Butzbach-Friedberg (Wehrkreis IX) aufgelöst.
Die Regimenter stellten aus den verbliebenen Bataillonen Heimat-Wach-Bataillone auf (I. und II./653, I. bis III./654 und I. und II./655). Am 1. Januar 1941 wurden diese in Landesschützen-Bataillone 617 und 619 bis 624 umbenannt und die Wach-Bataillonen, welche in Polen verblieben waren, wurden Landesschützen-Bataillone 636 bis 638.

## Kommandeure
- Generalmajor Ludwig Müller: von der Aufstellung bis Mai 1940
- Generalmajor Wilhelm von Altrock: vom 28. Mai 1940 bis zur Auflösung

## Gliederung
- Infanterie-Regiment 653 I.–III. aus dem Stab des Landesschützen-Regiments III./XIII, dem Wach-Bataillon 532 und den Landesschützen-Bataillonen I./VIII und XVI./VIII
- Infanterie-Regiment 654 I.–III. aus dem Stab des Landesschützen-Regiments I./XVIII und den Landesschützen-Bataillonen V./VII, XVII./XII und VIII./XVII
- Infanterie-Regiment 655 I.–III. aus dem Stab des Landesschützen-Regiments I./IX und den Landesschützen-Bataillonen V./IV, XI./IX und I./IX
- Batterie 379
- Radfahr-Schwadron 379
- Nachrichten-Kompanie 379